# Milá (Bečov)
Milá (německy Milay) je místní část obce Bečov v okrese Most v Ústeckém kraji. Nachází asi 12,5 km jihovýchodně vzdušnou čarou od centra města Mostu. Severovýchodně od vesnice se vypíná vrch Milá se stejnojmennou přírodní rezervací.

## Název
Název vesnice je odvozen z přídavného jména milá a německý tvar Milay vznikl z českého výrazu „v Milej“. V historických pramenech se jméno objevuje ve tvarech: Mila (1392), v Milé (1436), in Milem (1437), „ves celú… Milu“ (1571), „na vsi Mile“ (1598), Milay a Miley (1787), Milay nebo česky Miley (1833) a Milá nebo německy Millay (1854).

## Historie
První písemná zmínka o vesnici pochází z roku 1392, protože zmínka z roku 1381 se vztahuje ke vsi Milý na Rakovnicku.

## Přírodní poměry
Studna na jihozápadním okraji vesnice je zdrojem ryze hořké vody s celkovým obsahem rozpuštěných látek 2,7 mg·l−1. Podle rozboru z roku 1969 voda kromě jiných látek obsahovala 203,4 mg·l−1 hořčíku a 102 mg·l−1 vápníku.

## Obyvatelstvo
Při sčítání lidu v roce 1921 zde žilo 144 obyvatel (z toho 74 mužů), z nichž bylo 53 Čechoslováků, devadesát Němců a jeden cizinec. Až na jednoho člena nezjišťovaných církví byli římskými katolíky. Podle sčítání lidu z roku 1930 měla vesnice 144 obyvatel: šedesát Čechoslováků a 84 Němců. S výjimkou dvanácti členů církve československé a pěti lidí bez vyznání se hlásili k římskokatolické církvi.
|                                                                | 1869 | 1880 | 1890 | 1900 | 1910 | 1921 | 1930 | 1950 | 1961 | 1970 | 1980 | 1991 | 2001 | 2011 | 2021 |
| -------------------------------------------------------------- | ---- | ---- | ---- | ---- | ---- | ---- | ---- | ---- | ---- | ---- | ---- | ---- | ---- | ---- | ---- |
| Obyvatelé                                                      | 124  | 166  | 152  | 154  | 160  | 144  | 144  | 88   | 92   | 34   | 14   | 11   | 22   | 53   | 31   |
| Domy                                                           | 21   | 23   | 28   | 29   | 28   | 27   | 32   | 27   | .    | 14   | 9    | 23   | 25   | 26   | 24   |
| Počet domů z roku 1961 je zahrnut v domech místní části Bečov. |      |      |      |      |      |      |      |      |      |      |      |      |      |      |      |

## Obecní správa
Před rokem 1848 vesnice patřila k panství Bělušice. V letech 1850–1935 byla součástí okresu Teplice a v letech 1935–1960 okresu Bílina. Od roku 1960 je v okrese Most. Od poloviny 19. století do dvacátých let 20. století byla osadou obce Kozly. Poté se stala samostatnou obcí, až se od roku 1960 stala součástí obce Bečov.[zdroj?]

## Galerie

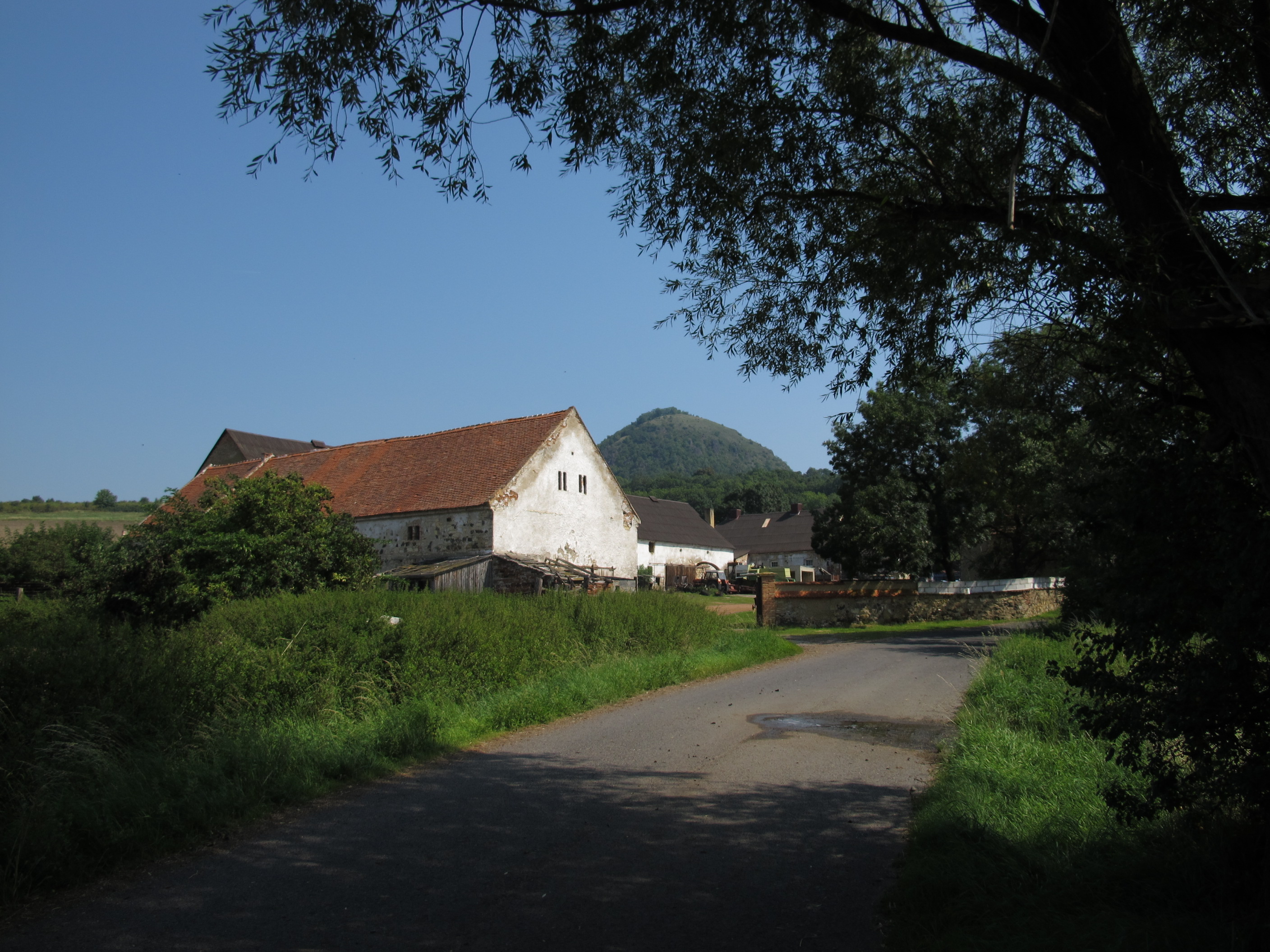
Partie ze vsi
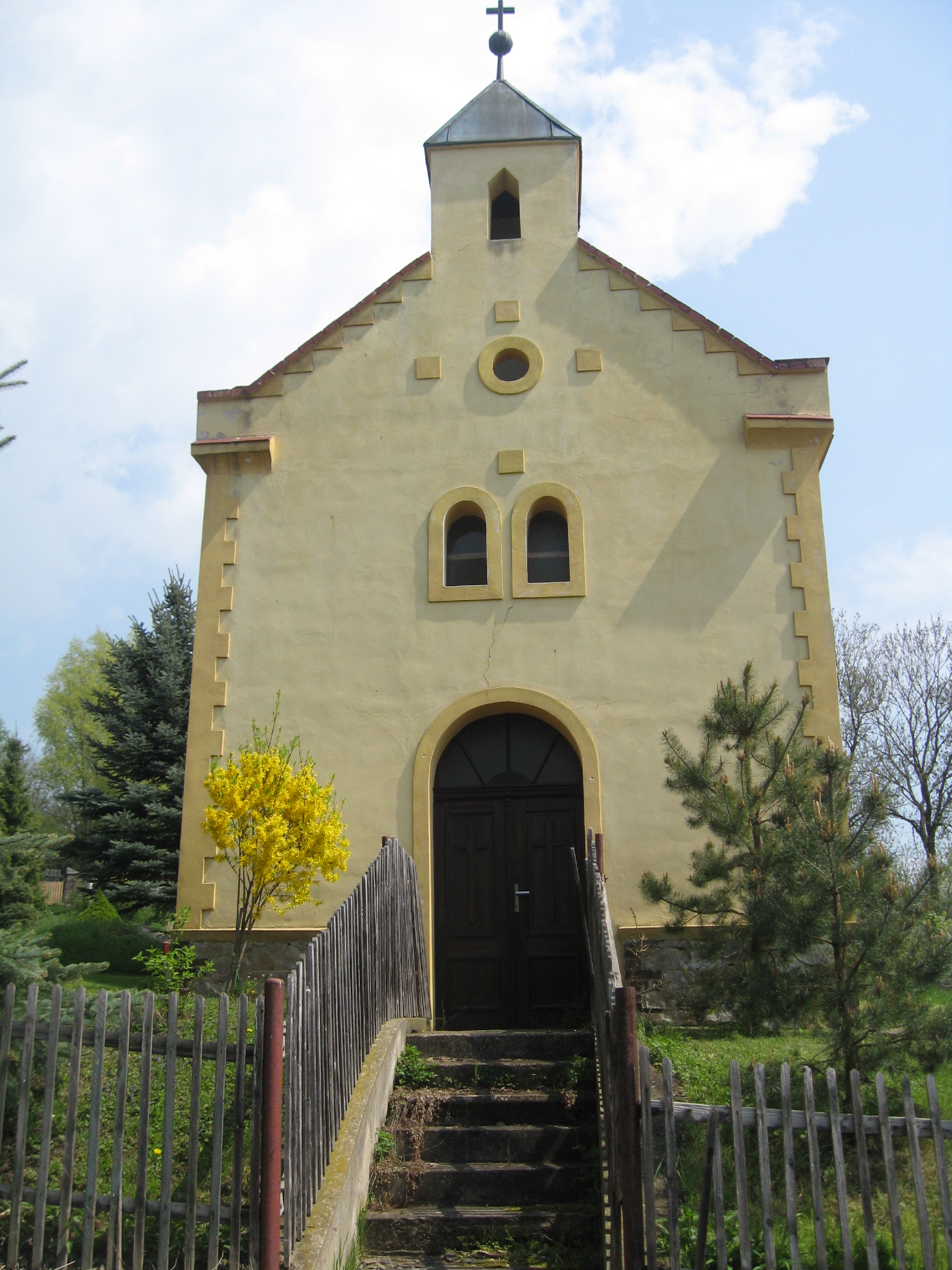
Kaplička v Milé
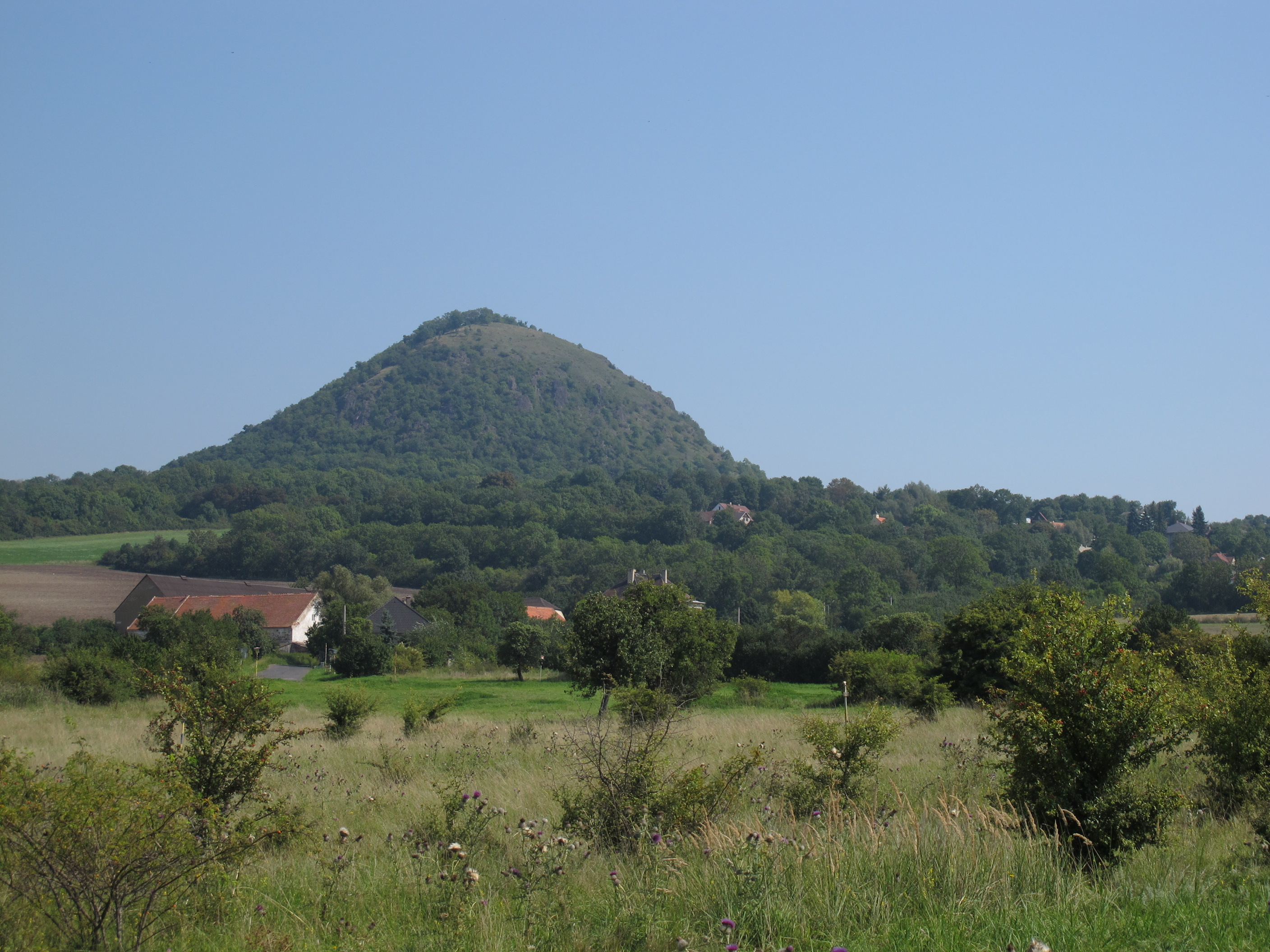
Vesnice s kopcem